# Ceux du voyage
Pour plus de détails, voir Fiche technique et Distribution.
Ceux du voyage (Carnival Story) est un film américano-allemand réalisé par Kurt Neumann, sorti en 1954.

## Fiche technique
- Titre original : Carnival Story
- Titre français : Ceux du voyage
- Réalisation : Kurt Neumann
- Scénario : Kurt Neumann et Hans Jacoby
- Direction artistique : Hans Kuhnert et Theo Zwierski (en)
- Photographie : Ernest Haller
- Musique : Willy Schmidt-Gentner
- Pays de production : États-Unis - Allemagne de l'Ouest
- Format : Couleurs - 1,85:1
- Genre : drame
- Durée : 95 minutes
- Date de sortie : 1954

## Distribution
- Anne Baxter : Willi
- Steve Cochran : Joe Hammond
- Lyle Bettger : Frank Colloni
- George Nader : Bill Vines
- Jay C. Flippen : Charley Grayson
- Helene Stanley : Peggy
- Adi Berber : Groppo